# Oldenlandia attenuata
Oldenlandia attenuata är en måreväxtart som först beskrevs av Carl Ludwig von Willdenow, och fick sitt nu gällande namn av Marselein Rusario Almeida. Oldenlandia attenuata ingår i släktet Oldenlandia och familjen måreväxter. Inga underarter finns listade i Catalogue of Life.